# Ференц II Ракоци
Ференц II Ракоци (мађ. II. Rákóczi Ferenc; рођен 1676, Борша — умро 1735, Родосто) је био мађарски феудалац, трансилванијски војвода од 1704. године и син Ференца I Ракоција и Јелене Зрински Ракоци, ћерке Петра Зринског. 
Године 1701, кад Хабзбурговци улазе у рат за шпанску баштину, Ракоци ступа на чело завере против њихове власти, рачунајући на помоћ Луја XIV. Завера, је, међутим, откривена и Ракоци бежи у Пољску. Кад је 1703. године избила нова буна у Угарској, враћа се у земљу и манифестом позива све угарске и хрватске феудалце на устанак. Хрватски феудалци се нису одазвали, не желећи да помажу протестантску ствар. У споразуму са Лујем XIV, који Ракоцију обећава помоћ, сабор у Оноду лишава Хабсбурговце престола (1707), а угарски сталежи поверавају Ракоцију управу земљом. Кад је у одлучном часу француска помоћ изостала, Ракоци доживљава пораз код Тренчина (1708), а његови га куруци постепено напуштају. На крају угарски феудалци склапају 1711. године у Сатмару мир с Хабсбурговцима, који Ракоци не признаје. После тога, он годинама обилази Пољску, Француску, Енглеску и Турску тражећи помоћ, а умире као избеглица у Турској. 
Написао је „Успомене о угарском рату“ и медитације јансенистичке инспирације „Исповести“.